# Charles Journet
Charles kardinál Journet (26. ledna 1891 Ženeva – 15. dubna 1975 Fribourg) byl jedním z předních katolických teologů 20. století, který pracoval zejména v oboru eklesiologie. Patřil do okruhu blízkých přítel Jacquese Maritaina. Tohoto římskokatolického kněze jmenoval papež Pavel VI. nejprve titulárním arcibiskupem (biskupské svěcení přijal 20. února 1965) a následně 22. února 1965 kardinálem-jáhnem, jehož kardinálským titulem byl kostel Santa Maria in Portico in Campitelli. V roce 1973 se stal kardinálem-knězem téhož titulu. Zemřel 15. dubna 1975, pochován byl ve Švýcarsku v Chartreuse de La Valsainte.

## Dílo
Charles Journet v roce 1926 založil revue Nova & Vetera, v níž vyšla většina z jeho menších prací.
- La place de saint Thomas d'Aquin dans la théologie, Semaine Catholique (1921) 115-117; 134- 137; 155-157.
- Le problème du mal , Revue des Jeunes (1924) 120-130.
- Les indulgences, La Vie Spirituelle 14 (1926) 250-254.
- Chronique sur le Protestantisme, le Libéralisme, la Politique, Nova et Vetera 1 (1927) 66-87.
- La légende du grand inquisiteur, Nova et Vetera 1 (1932) 77-100.
- Introduction à la théologie. Paris, 1947.
- L'Église du Verbe Incarné, Essai de théologie spéculative. Tomes I-III, Paris, Desclée de Brouwer, 1941, 1951, 1969 - hlavní dílo.
- Kompletní bibliografie: zde